# Конвой № 1103
Конвой № 1103 — японський конвой часів Другої світової війни, який пройшов до архіпелагу Бісмарка у грудні 1943 року.
Конвой сформували на атолі Трук (нині Чуук) у східній частині Каролінських островів (ще до війни тут створили потужну базу ВМФ), а місцем призначення був Рабаул — головна передова база на острові Нова Британія, з якої японці вже провадили операції на Соломонових островах та сході Нової Гвінеї.
До складу конвою № 1103 увійшли судна «Хідака-Мару», «Кімішима-Мару» та «Шінсей-Мару № 18», при цьому «Хідака-Мару» вело на буксирі мінісубмарину HA-53 (перед тим «Хідака-Мару» та HA-53 прибули на Трук із Йокосуки у складі конвою № 3101). Їх ескорт забезпечували тральщики W-21 та W-22 і допоміжний мисливець за підводними човнами CHa-48. Також на певній дистанції прямував есмінець «Тачікадзе».
Невдовзі після опівдня 10 грудня 1943 року судна вийшли з Труку та попрямували на південь. Уранці 15 грудня 1943 року через навігаційні проблеми «Шінсей-Мару» № 18 відділилося від конвою та в супроводі та W-22 і CHa-48 попрямувало до Кавіенга — розташованої на північному завершенні острова Нова Ірландія другої за значенням бази японців в архіпелазі Бісмарка.
15 грудня близько опівдня основну частину конвою безрезультатно атакували американські літаки, а в середині дня 16 грудня судна досягли Рабаула.
А судно «Шінсей-Мару № 18» 18 січня 1944 року в супроводі мисливця за підводними човнами CH-23 перейшло з Кавіанга до Рабаула.